# Cartagenai római színház
A cartagenai római kori színház (spanyol nevén: Teatro romano) a spanyolországi Cartagena egyik római kori műemléke.

## Története
A színház építési vagy felavatási idejét valamikor az i. e. 1. század végére, i. e. 1. és 5. közé teszik. Erre többek között a két bejárati kapun látható nevekből (a keleti oldalon Lucius Caesar és valószínűleg Caius Caesar a nyugatin) következtetnek.
A későbbi évszázadok során a színház nagyrészt elpusztult, sőt, el is tűnt. A város régi székesegyházát is részben ráépítették az egykori színház felső részére. A 20. század végére ezen és a környező területen egy eléggé elhanyagolt városrész volt található, ezért amikor 1988 októberében megkezdődtek a régészeti feltárási munkák, azokkal egyidőben egy nagyobb szabású városrehabilitációs program is lezajlott. A színház csekély maradványaira 1990-ben bukkantak rá, majd 1996-tól Murcia autonóm közösség, a cartagenai önkormányzat és a Cajamurcia Alapítvány összefogásával a feltárás már ütemezetten haladt. Végül 2003-ra sikerült teljesen kiásni és szinte teljes egykori pompájában láthatóvá tenni a színházat.

## Leírás
A színház a délkelet-spanyolországi Cartagena történelmi belvárosának déli részén, a kikötő közvetlen közelében található egy hegy oldalában. A körülbelül 7000 férőhelyes lelátó (cavea) egyes (középső) részeit közvetlenül a hegyből faragták ki, a szélein azonban, ahol az építménynek magasabbnak kellett lennie, mint a természetes talaj, boltívekkel alátámasztott szerkezetet építettek neki. Három egymás fölötti részből áll, ezek közül az alsót öt, a középsőt és a felsőt hét-hét sugárirányban haladó lépcsősor osztja szektorokra. A közönség számára két bejárati folyosót alakítottak ki, amelyek a keleti és a nyugati oldalon nyílnak, és amelyekről a félkör alakú orchestra rész is megközelíthető volt. Ez előtt található a 43,6 méter hosszú proszcénium, ahol a színészek és a kórus tartották az előadást, míg az orchestrában három sorban helyezkedtek el az előkelőségeknek fenntartott ülőhelyek. Az épület belsejében csapadékvízelvezető rendszert is kialakítottak. A proszcéniumon túl található a scaena frons, mögötte pedig a teraszos kialakítású porticus post scaenam.

## Képek

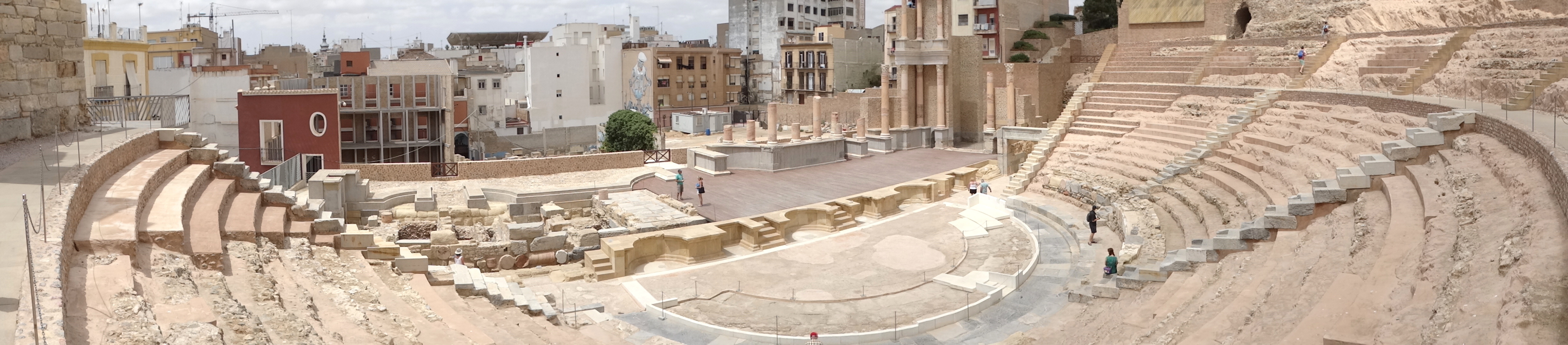
Panorámakép
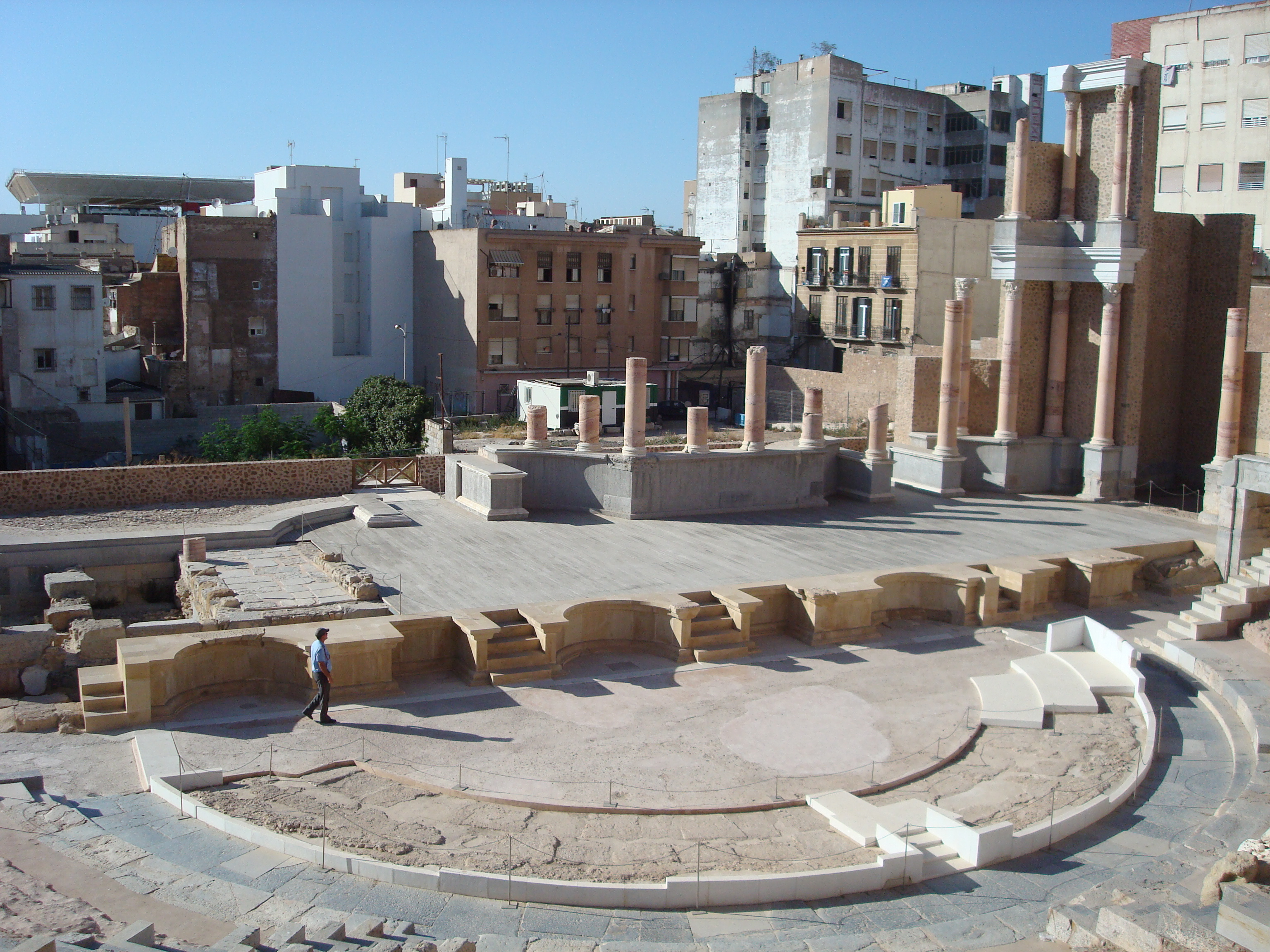
A színház felső része mai városi környezetben
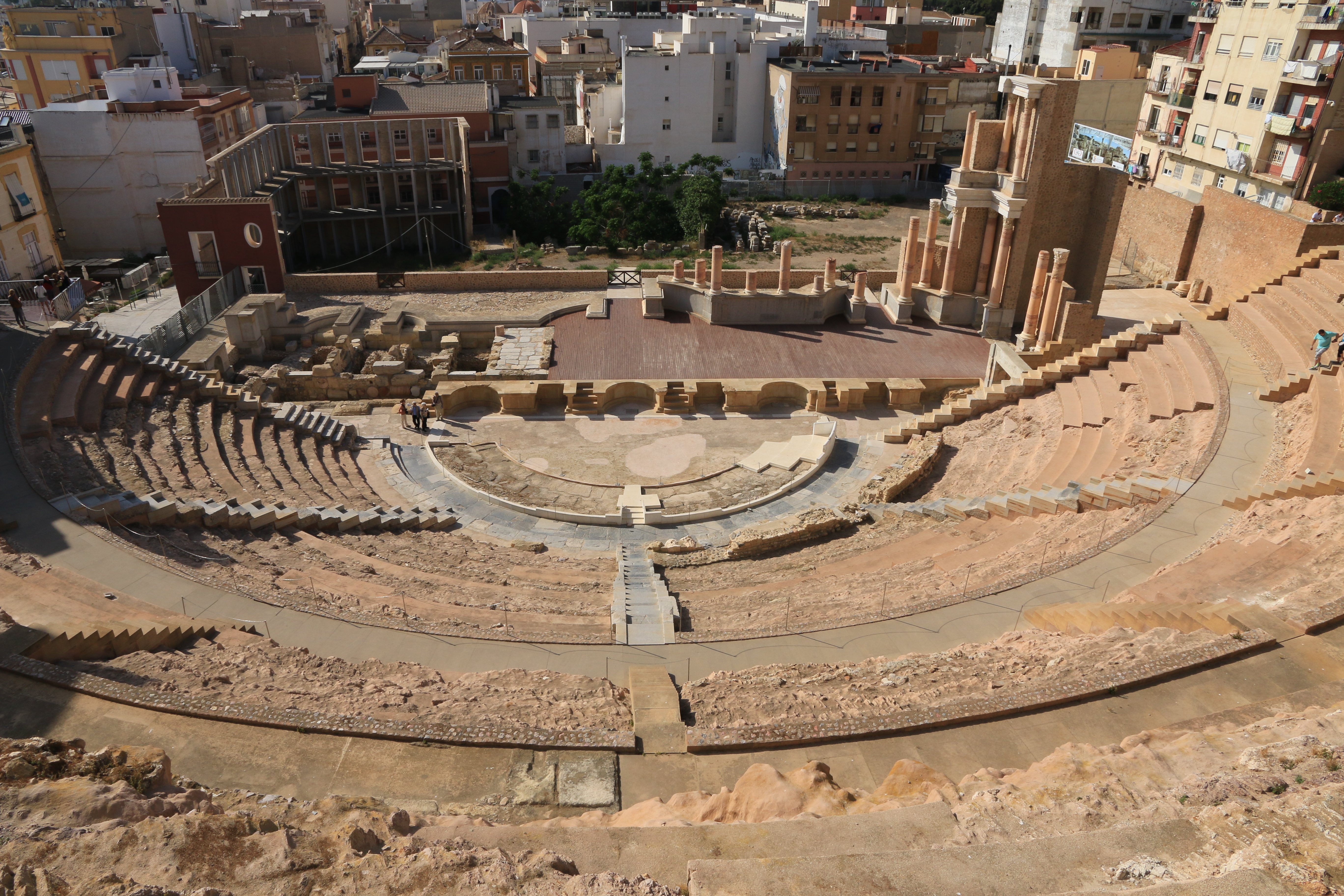
Fentről nézve
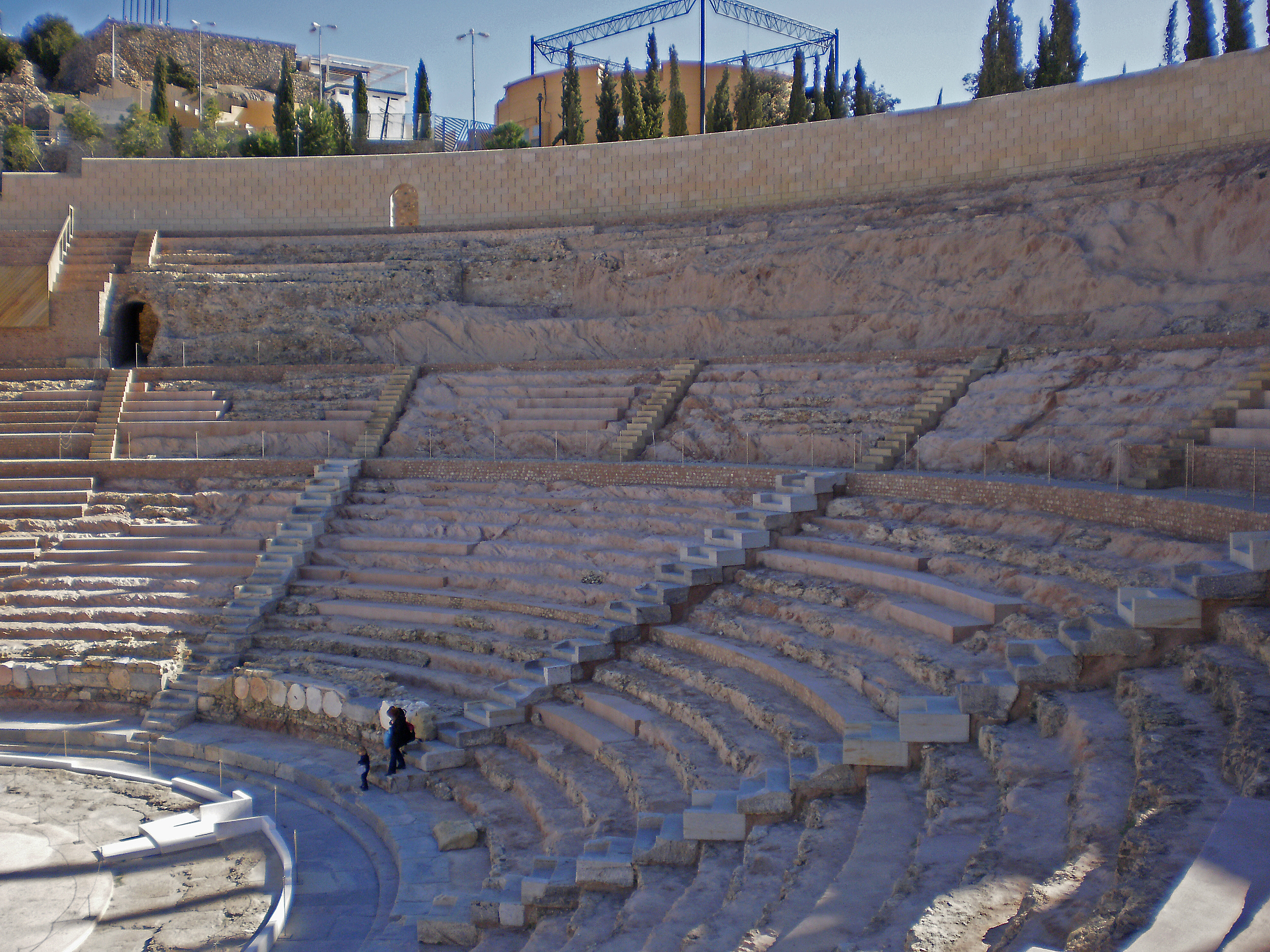
A nézőtér (cavea)